# Peric
Peric je  priimek več znanih Slovencev:
- Andrej Peric (prej Pleterski) (1979—2024), prevajalec
- Anton Peric (1791—1856), rimskokatoliški duhovnik
- Boris Peric (*1961), ekonomist in javni delavec
- Borut Peric, geograf, krasoslovec, jamar
- Filip Peric (1886—1955), profesor in časnikar
- Rok Peric, fotograf
- Jožica Peric (*1939), učiteljica, pesnica in pripovednica
- Lojze Peric (1909—1999), pravnik, aktivist OF, vrhovni sodnik